# Vesna Mbelani
Vesna Mbelani est une danseuse et chorégraphe congolaise, née le 3 novembre 1992 à Brazzaville et vivant en France depuis 2021.

## Carrière
Elle fonde sa compagnie de danse TELAM’Art en 2019 au Congo. La même année, elle participe au festival Mantsina sur scène avec la compagnie Cap Congo qui présente le spectacle Jazz et vin de palme, inspiré du recueil de nouvelles de l'écrivain Emmanuel Dongala,.
En 2020, elle vient en France dans le cadre de Saison Africa2020, projet pluridisciplinaire initié par Emmanuel Macron qui se déroule de décembre 2020 à juillet 2021. Elle y présente le spectacle Génération A au théatre Paris-Villette.
Elle vit en France depuis et a notamment été accueillie en résidence à l'atelier La Pratique où elle a présenté son projet Moins que rien. Ce projet inclut trois artistes qui réunissent danse, musique live et slam. Il touche aux thèmes de l'exil et des combats liés au vécu de Vesna Mbelani.
En 2022, Vesna Mbelani organise des ateliers de danse au Palais de Tokyo avec initiation aux mouvements et aux chants du rite initiatique congolais Tchikumbi.
Vesna Mbelani est membre de l'Atelier des artistes en exil, association qui accompagne les artistes exilés en France.